# Biblioteca Vallicelliana

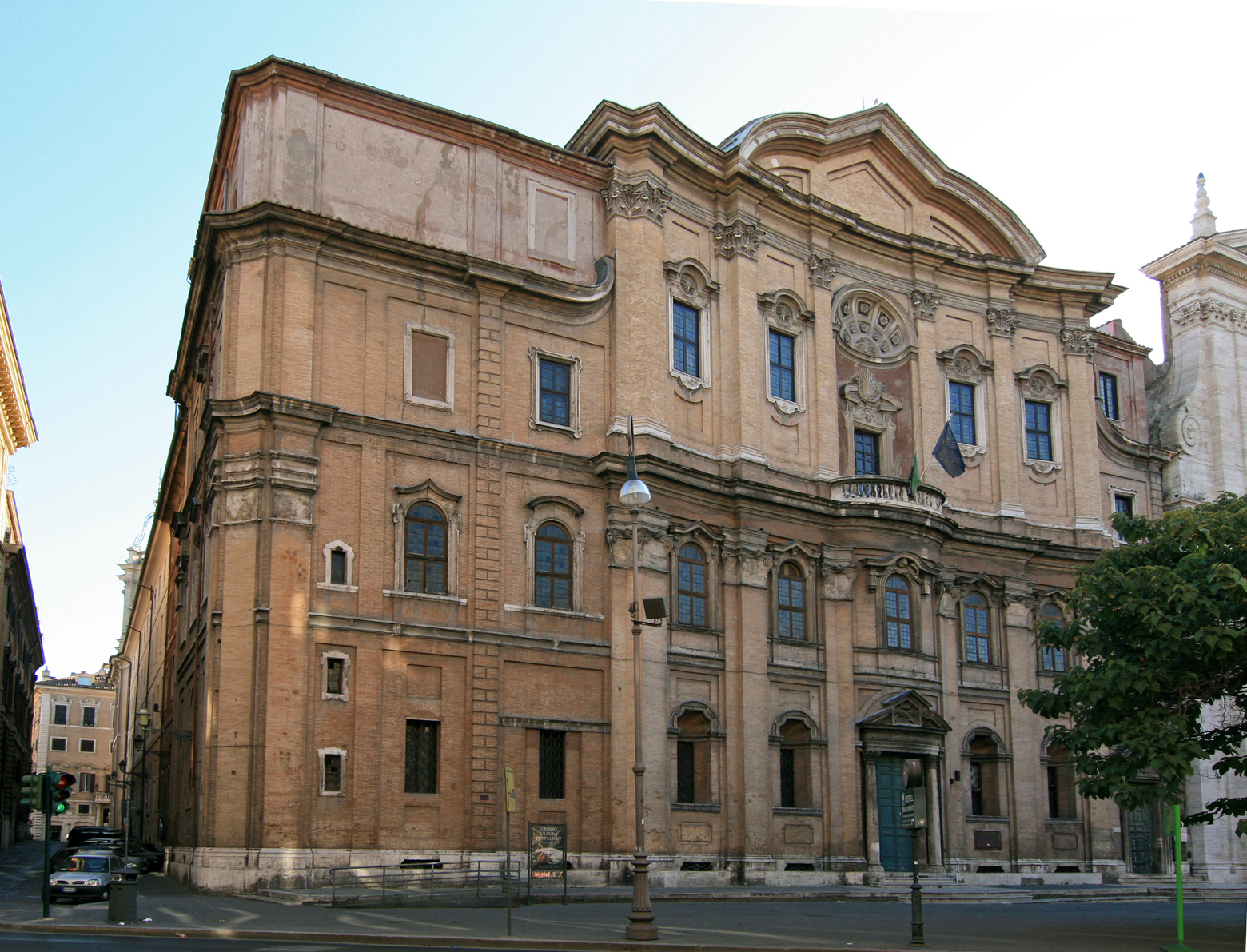
Das Oratorium, in dessen zweiten Stock die Bibliothek untergebracht ist. Der Eingang ist rechts neben der Chiesa Nuova.

Die Biblioteca Vallicelliana in Rom führt ihre Ursprünge auf Filippo Neri zurück.

## Geschichte
Die ersten Nachrichten über die Bibliothek stammen von 1581, als Achille Stazio testamentarisch 1700 gedruckte Bücher und 300 Handschriften vermachte, 1586 kamen Archivalien und Bücher aus der Abtei San Giovanni in Venere hinzu. Nach dem Tode Philipp Neris 1595 kamen dessen Bücher zu den Beständen hinzu. 1607 kam nach dem Tod Cesare Baronios ein Teil seiner Bibliothek in die Vallicelliana. Ein wichtiger Teilbestand geht auf Leone Allacci zurück. Die 372 Bände aus dem Besitz Philipp Neris werden noch zusammen in der Libraria im historischen monumentalen Lesesaal (Sala Borromini) des Gebäudes aufbewahrt, das Francesco Borromini gegen die Mitte des 17. Jahrhunderts errichtet hat.  Bis 1873 war die Vallicelliana die Bibliothek der Oratorianer, seitdem gehört sie zu den staatlichen Bibliotheken in Rom.
1883 wurde in einigen Räumen der Bibliothek die 1876 gegründete Società Romana di Storia Patria untergebracht und Leitung und wissenschaftliche Betreuung der Gesellschaft anvertraut. Die Präsidenten der Gesellschaft übernahmen auch das Amt eine Direktors der Vallicelliana: Oreste Tommasini von 1884 bis 1900, Ugo Balzani von 1901 bis 1907 und Carlo Calisse von 1907 bis 1923. Sein Nachfolger Emilio Pecorini Manzoni, der aus der Bibliothekarslaufbahn kam und die Bibliothek von November 1923 bis Oktober 1941 leitete, gehörte qua Amt dem wissenschaftlichen Beirat der Gesellschaft an und blieb für sie auch im Ruhestand tätig. 1946 wurde diese institutionelle Verbindung beider Einrichtungen aufgelöst, auch wenn die räumliche Nähe fortbesteht. Die bibliothekarische Verwaltung der Buchbestände der Società wurde der Vallicelliana übertragen.

## Bestand
Die Bibliothek besitzt heute rund 130.000 Bände, darunter 3000 Handschriften und 10.000 Cincquecentine (Drucke des 16. Jahrhunderts). Zu den Vorbesitzern der 134 griechischen Codices aus dem 8. bis 18. Jahrhundert, teilweise italo-griechischen Ursprungs, gehören unter anderen Guglielmo Sirleto und Fulvio Orsini.
Aus dem frühen 9. Jahrhundert stammt die Handschrift E 26, eine computistische Sammelhandschrift mit Texten von Beda Venerabilis, in der sich ein eigenhändiger Eintrag Agobards von Lyon befindet, Ms. B 6 ist eine Alkuinbibel. Als Beispiel der anspruchsvolleren Buchherstellung in der Renaissance, die in der Bibliothek gut vertreten ist, kann Ms. E 39 aus dem 15. Jahrhundert mit De re rustica des Columella gelten.
Von den Carte Vallicelliane, einer Sammlung von Urkunden unterschiedlichster Provenienz, die zu unterschiedlichen Zeiten in die Bibliothek gekommen sind, wurden 79 als Digitalisate in Monasterium.net zugänglich gemacht. Die ältesten Urkunden des Bestandes sind die Diplome Heinrichs III. von 1047 und Heinrichs VI. von 1195 für San Giovanni in Venere.